# WTF?!
WTF?! è il diciassettesimo album in studio del gruppo di musica industriale tedesco KMFDM, pubblicato nel 2011.

## Tracce
1. Krank – 5:11
2. Come On – Go Off – 4:18
3. Rebels in Kontrol – 4:45
4. Lynchmob – 4:56
5. Take It Like a Man – 3:50
6. Vive la Mort! – 4:07
7. Dystopia – 4:57
8. Panzerfaust – 4:10
9. Spectre – 4:10
10. Amnesia – 5:05
11. Death & Burial of C. R. – 5:20

## Formazione
Gruppo
- Sascha Konietzko – voce, sintetizzatori, programmazioni, drum machine, basso, chitarre, percussioni, strumenti vari
- Lucia Cifarelli – voce
- Jules Hodgson – chitarra, sintetizzatori, strumenti vari
- Andy Selway – batteria
- Steve White – chitarra, tastiere, basso, altri strumenti

Collaboratori
- Free Dominguez - voce (5)
- Che Eckert – voce parlata (3)
- Koichi Fukuda – chitarra (2)
- Sebastian Komor – drum machine, sintetizzatori (3,10)
- Bill Rieflin – effetti vocali (7)
- William Wilson – voce (9)
- Frank De Wulf – TB-303 riff (1)